# مختبر لينكولن
مختبر لينكولن تلفظ مختبر لنكن (بالإنجليزية MIT Lincoln Laboratory) هو مختبر أمريكي تابع لمعهد ماساتشوستس للتكنولوجيا في الولايات المتحدة، بتمويل وتطوير وزارة الدفاع الأمريكية ويعتبر كمركز بحوث وتطوير مستأجرة لتطوير التكنولوجيا المتقدمة لحل مشاكل الأمن القومي ويوفر هذا المختبر قاعدة فنية للإلكترونيات العسكرية تتراوح من الرادارات إلى الفيزياء العائدة.
يعد مختبر MIT Lincoln جهة عمل متساوية لفرص العمل (EEO). سيحصل جميع المتقدمين المؤهلين على تعويض عن العمل ولن يتم التمييز ضدهم على أساس العرق أو اللون أو الدين أو الجنس أو التوجه الجنسي أو الهوية الجنسية أو العمر أو حالة المخضرم أو حالة الإعاقة أو المعلومات الوراثية. مطلوب الجنسية الأمريكية.

## التسمية
سمي بهذا الاسم نسبة إلى مؤسسه إبراهام لينكولن و هو الرئيس السادس عشر للولايات المتحدة.

## التأسيس
تم إنشاء المختبر في عام 1951 كمركز بحث وتطوير ممول من الحكومة الفيدرالية من معهد ماساتشوستس للتكنولوجيا (MIT) ، وقد ركز مختبر لينكولن على تحسين نظام الدفاع الجوي في البلاد من خلال الإلكترونيات المتقدمة . وقد حفز إنشاء المختبر تقرير لجنة هندسة أنظمة الدفاع الجوي لعام 1950 الذي خلص إلى أن الولايات المتحدة لم تكن مستعدة للتهديد بشن هجوم جوي. بسبب إدارة معهد ماساتشوستس للتكنولوجيا (MIT) لمختبر الإشعاع خلال الحرب العالمية الثانية، وتجربة بعض موظفيها في لجنة هندسة أنظمة الدفاع الجوي، وكفاءتها المثبتة في مجال الإلكترونيات، القوات الجوية الأمريكية واقترح أن معهد ماساتشوستس للتكنولوجيا (MIT) يمكن أن يوفر البحث اللازم لتطوير دفاع جوي يمكنه اكتشاف التهديدات الجوية والتعرف عليها وفي النهاية اعتراضها.  

## إختراعات

### مسدس ليزر
كشف باحثون في المختبر عن ابتكارهم لمسدس «ليزر راديكالي»، يمكنه نقل الصوت مباشرة إلى أذن الفرد عبر الغرف، النظام الجديد يستخدم تقنية تعرف باسم «التأثير الضوئي الصوتي»، الذي يحدث عندما تشكل المادة موجات صوتية بعد امتصاص الضوء. استخدم الباحثون بخار الماء في الهواء لامتصاص الضوء وخلق الصوت النظام الجديد يستخدم تقنية تعرف باسم «التأثير الضوئي الصوتي»، الذي يحدث عندما تشكل المادة موجات صوتية بعد امتصاص الضوء.

### مستشعر مغناطيسي
طور باحثو معهد ماساتشوستس للتكنولوجيا (MIT) مستشعر مجال مغناطيسي فائق جديد أكثر فعالية باستخدام الطاقة بـ 1000 مرة من سابقاته. يمكن أن يؤدي إلى استخدام أقل لطاقة بطاريات الأجهزة: كأجهزة التصوير الطبي والمادي، وكشف الممنوعات وحتى الاستخدام البيولوجي. استُخدم كاشف الحقل المغناطيسي أو الكهرومغناطيسي سابقاً في جميع تلك التطبيقات، لكن التكنولوجيا الموجودة لديها عيوب: يعتمد بعضها على حُجر مليئة بالغاز، وأخرى تعمل على نطاقات التردد الضيقة فقط.

## الموظفين والتنظيم

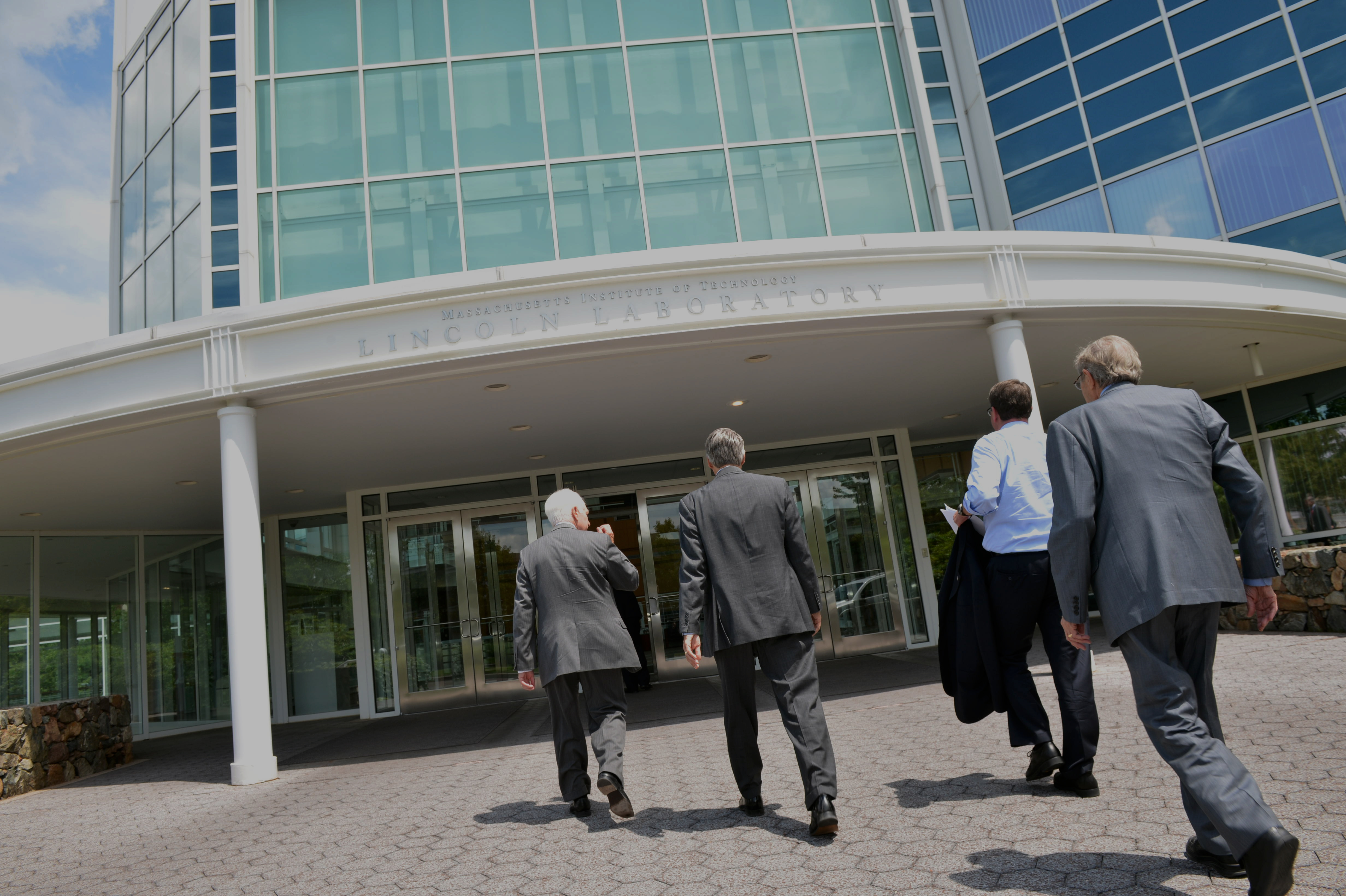
مدخل مختبر لينكولن

يعمل ما يقرب من 1700 من الموظفين الفنيين على البحث وبناء النموذج الأولي والعروض الميدانية. يأتي الموظفون الفنيون من مجموعة واسعة من المجالات العلمية والهندسية، حيث تعد الهندسة الكهربائية والفيزياء وعلوم الكمبيوتر والرياضيات من بين الأكثر انتشارًا. يحمل ثلثا الموظفين الفنيين درجات متقدمة، و 60٪ من هذه الشهادات على مستوى الدكتوراه.

### العمل الفني
ينقسم العمل الفني إلى ثمانية أقسام:
 تقنية الطيران، الصواريخ، والدفاع البحري، الحماية الداخلية ومراقبة الحركة الجوية، الأمن السيبراني وعلوم المعلومات، أنظمة الاتصالات، الهندسة، التكنولوجيا المتقدمة، أنظمة وتكنولوجيا الفضاء، و ISR و الأنظمة التكتيكية.

## المختبر اليوم

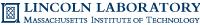
شعار مختبر لينكولن اليوم

منذ إنشاء معهد MIT لنكولن، اتسع نطاق المشاكل من التركيز الأولي على الدفاع الجوي ليشمل برامج في مراقبة الفضاء، والدفاع الصاروخي، والمراقبة السطحية وتحديد الأشياء، والاتصالات، والأمن السيبراني، وحماية الوطن والأداء العالي الحوسبة ومراقبة الحركة الجوية والاستخبارات والمراقبة والاستطلاع. تتمثل الكفاءات الأساسية للمختبر في أجهزة الاستشعار، واستخراج المعلومات (معالجة الإشارات والحوسبة المضمنة) ، والاتصالات، والاستشعار المتكامل، ودعم القرار، وكلها مدعومة بنشاط تقني إلكتروني متقدم قوي.

## روابط خارجية
- الموقع الرسمي